# French Open-mesterskabet i mixed double 2009
Mixed double-turneringen ved French Open 2009 er den 97. mixed double-turnering ved French Open i tennis. Forsvarende mestre er Viktoria Azarenka og Bob Bryan.